# Чанхын
Чанхы́н (кор. 장흥군?, 長興郡?, Jangheung-gun) — уезд в провинции Чолла-Намдо, Южная Корея.

## Известные личности
- Здесь родился известный корейский писатель Ли Сын У